# 1207 Ostenia
1207 Ostenia је астероид главног астероидног појаса. Приближан пречник астероида је 22,93 ,
а средња удаљеност астероида од Сунца износи 3,021 астрономских јединица (АЈ).
Инклинација (нагиб) орбите у односу на раван еклиптике је 10,363 степени, а орбитални период износи 1918,191 дана (5,251 година). Ексцентрицитет орбите астероида износи 0,085.
Апсолутна магнитуда астероида износи 11,00 а геометријски албедо 0,133.
Астероид је откривен 15. новембра 1931. године.